# Centro Andaluz de Innovación y Tecnologías de la Información y las Comunicaciones
El Centro Andaluz de Innovación y Tecnologías de la Información y las Comunicaciones, también denominado CITIC, era un centro tecnológico dirigido al desarrollo, integración y penetración de las Tecnologías de la Información y las Comunicaciones (TIC) en el tejido empresarial andaluz. El centro cerró en 2019 y actualmente se encuentra en liquidación judicial.

## Historia
CITIC se constituyó el 13 de marzo de 2002 como fundación privada sin ánimo de lucro. Inició su trayectoria como CIT (Centro de Innovación y Tecnología) a nivel autonómico. Desde su creación, ha ido obteniendo progresivamente las siguientes calificaciones: 
- Centros Tecnológicos y Centros de Apoyo a la Innovación Tecnológica - n.º 87, del Ministerio de Ciencia e Innovación.
- Oficina de Transferencia de Resultados de Investigación (OTRI n.º 205).
- Agente del Conocimiento por la Consejería de Innovación, Ciencia y Empresa de la Junta de Andalucía (AC0003CT).
- Entidad de Transferencia del Conocimiento (AC0042ETC) por la Junta de Andalucía.
- Entidad asociada a la Red de Espacios Tecnológicos de Andalucía (RETA).

CITIC forma parte de las siguientes plataformas tecnológicas:
- Internacionales: HL7 Consortium, ARTEMISA.
- Nacionales: PROMETEO, eSEC, eVIA, eNEM, INES, es.Internet, eMOV, RedHOTECH.

En 2011 CITIC crea el Grupo de investigación TIC - 224 enfocado a la "Aplicación de las TICS en la sociedad", en el marco del Plan andaluz de investigación, desarrollo e innovación (P.A.I.D.I.).

## Áreas de I+D+i
El Centro Tecnológico CITIC tiene como objetivo principal proyectar la Investigación, el Desarrollo y la Innovación (I+D+i) hacia la empresa a través de la Transferencia de Tecnología, para lo cual, ejerce un papel de organismo de intermediación entre los conocimientos de la Universidad y las necesidades del tejido empresarial.

Sobre la base de la Política Tecnológica del Centro, las principales áreas tecnológicas en las que CITIC desarrolla proyectos innovadores son:
- Computación Social.
- e-Salud.
- Inteligencia Ambiental.
- Comunicaciones.
- Ingeniería del Software.

## Patronato
El Centro Tecnológico CITIC está compuesto por un patronato de 38 entidades del ámbito TIC. Estas son:
- Acerca Comunicaciones y Sistemas
- ACT Sistemas. Grupo AYESA
- Aertec
- Unit4
- Altra Corporación
- Arion
- AT4 Wireless
- Cartuja93
- Confederación de Empresarios de Andalucía (CEA)
- Coritel
- Consultoría Tecnológica de la Información (CTDLI)
- Empresa Pública de Desarrollo Agrario y Pesquero (DAP)
- Asociación de Empresarios de Tecnologías de la Información y Comunicaciones de Andalucía (ETICOM)
- Formación Digital
- Fundación Iavante
- Grupo Hispatec
- Guadaltel
- Instituto Andaluz de la Tecnología (IAT)
- ICX
- Instituto de Innovación Empresarial (IIESA)
- Implanta
- Ingenia
- Intecna
- Isotrol
- M Capital Consultores
- Microjisa
- Novasoft
- Parque Tecnológico de Andalucía (PTA)
- Plataforma Tecnológica (PTEC)
- Ratios Software
- Sadiel
- SANDETEL
- Servinform
- SHS Consultores
- Skill Estrategia
- Sociedad de Planificación y Desarrollo (SOPDE)
- Técnicas de Salud
- Telvent